# Miki Núñez
Miguel Nuñez Pozo (Tarrasa, Barcelona, 6 de janeiro de 1996), conhecido artisticamente como Miki, é um cantor espanhol. Representou, em 2019, seu país de origem no Festival Eurovisão da Canção.

## Carreira
Antes de tornar-se conhecido na televisão, Miki estudou violão e piano, além de se formar em Administração e Gestão. Ele também foi vocalista da banda cover Dalton Bang, com quem excursionou na Catalunha. Em 2018, Miki fez o teste para a décima temporada do programa Operação Triunfo na Espanha, sendo um dos 18 competidores selecionados para a gala de abertura, e chegando às semifinais a caminho de terminar em sexto lugar.
Miki foi, então, um dos 13 concorrentes da Operación Triunfo a distribuir músicas para a competição paralela de escolha do participante da Espanha no Festival Eurovisão da Canção 2019. Ele recebeu um total de três músicas: "Nadie se salva", um dueto com Natalia Lacunza, e as canções solo "El equilibrio" e "La venda". Enquanto "El equilibrio" não conseguiu fazer o primeiro corte, "Nadie se salva" e "La venda" avançaram para a Eurovision Gala, fazendo dele e Lacunza os únicos competidores com mais de uma música a se apresentarem na final nacional. Em 20 de janeiro de 2019, Miki foi selecionado por voto de audiência para representar a Espanha no Festival Eurovisão da Canção 2019 com "La venda".
Após sua participação no Eurovisão, Miki lançou o seu primeiro álbum Amuza, que atingiu o #1 de vendas na Espanha, puxado pelo single "Celébrate". Com o lançamento do álbum, o cantor iniciou uma turnê de shows pela Espanha, passando por 14 cidades entre outubro de 2019 e janeiro de 2020.

## Discografia
Álbuns
- 2019: Amuza
- 2020: Iceberg

### Singles
| Título                                                 | Ano  | Posição | Álbum                  |
| Título                                                 | Ano  | ESP     | Álbum                  |
| ------------------------------------------------------ | ---- | ------- | ---------------------- |
| "El ataque de las chicas cocodrilo" (com Carlos Right) | 2018 | 58      | Operación Triunfo 2018 |
| "Una lluna a l'aigua"                                  | 2018 | 88      | Operación Triunfo 2018 |
| "Nadie se salva" (com Natalia Lacunza)                 | 2019 | 41      | Amuza                  |
| "La venda"                                             | 2019 | 13      | Amuza                  |
| "Celébrate"                                            | 2019 | 62      | Amuza                  |
| "Coral del Arrecife" (com Sofia Ellar)                 | 2019 | —       | Amuza                  |
| "Escriurem"                                            | 2019 | —       | Amuza                  |
| "Eterno Verano"                                        | 2020 | —       | Amuza                  |
| "Me Vale"                                              | 2020 | 95      | Iceberg                |
| "Viento y Vida" (com Despistaos)                       | 2020 | —       | Iceberg                |
| "No M'ho Esperava"                                     | 2021 | —       | Iceberg                |
| "Sin Noticias de Gurb"                                 | 2021 | —       | Iceberg                |